# Driburg (Adelsgeschlecht)

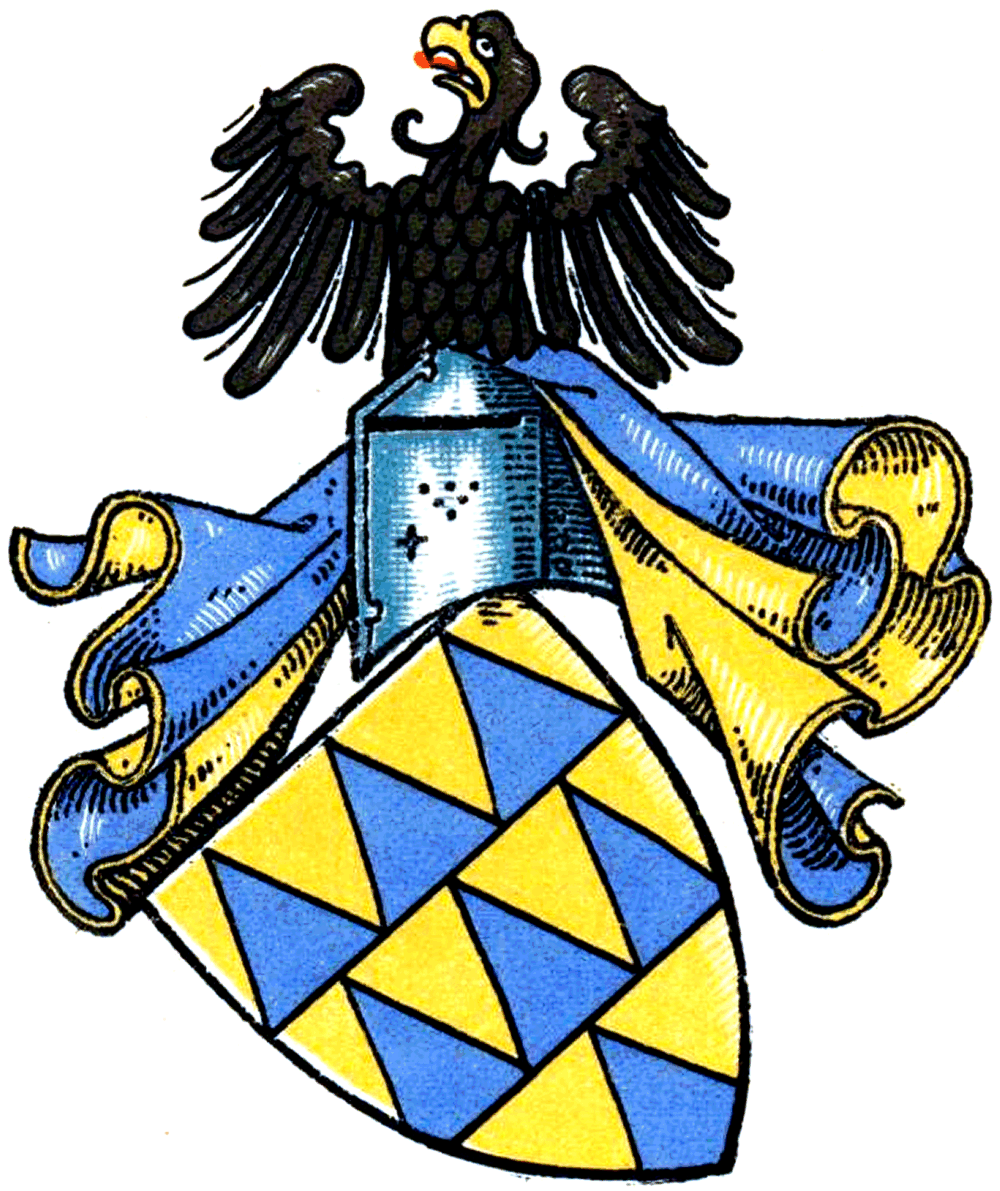
Wappen derer von Driburg im Wappenbuch des Westfälischen Adels

Driburg ist der Name eines westfälischen Adelsgeschlechts.

## Geschichte
Der Stammsitz des Edelherrengeschlechts, die Iburg, lag bei Driburg im Bistum Paderborn. Die Familie hatte umfangreichen Besitz in der Gegend, z. B. Gut Sudheim (bis 1430), das Freigericht Sudheim, das Freigericht Herbram, ein Burglegen zu Burg Lichtenau sowie Güter in Detmarsen, Himmighausen und Iggenhausen. Die Familie vergab Lehen an die Donop, von der Lippe, Post und Fresenhausen, u. a. die Häuser Fresenhausen und Binsbeck. Auch die Sommerkalf, Sekele, Warch und andere trugen Güter von ihnen zu Lehen.
Henrich von der Driborch und sein Sohn Volmar erscheinen urkundlich bereits 1179. Amelung de Driborg war 1256 unter den vier Schiedsrichtern, die der Erzbischof von Köln im Friedensschluss mit dem Bischof Simon von Paderborn ernannte. Heinrich und Ludolf von Driburg verkauften 1422 mit Zustimmung ihre Oheims Bruno und ihres Anverwandten Herman von Drybruch das Meiergut Ballhorne. Anton Fahne behauptete zwar, dass der Letzte des Geschlechts Johann von Driburg war, der 1437 als Domherr zu Paderborn starb und in Vorhalle des Doms begraben wurde, doch starb mit dem Paderborner Domherrn Heinrich von Driburg ein anderes Familienmitglied erst ca. drei Jahrzehnte später. Erst dadurch kamen die Driburger Güter teils an das Bistum Paderborn, teils an die Stadt Driburg. Letztere erhielt beispielsweise die Iburg und Waldungen auf der Egge. Das Relief des Heinrich von Driburg befindet sich in der Pfarrkirche St. Peter und Paul.

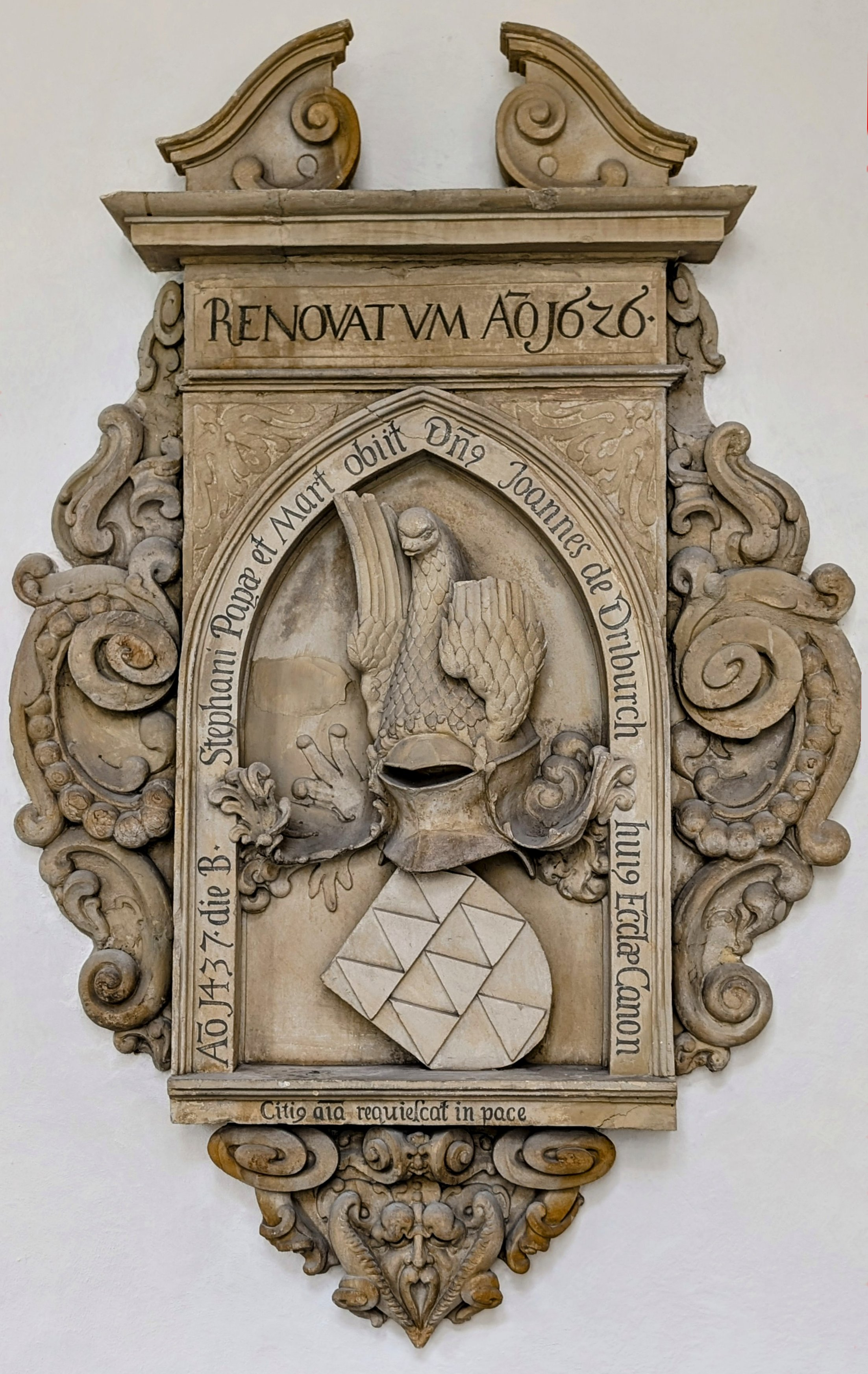
Epitaph Johannes von Driburg († 1437) im Paderborner Dom
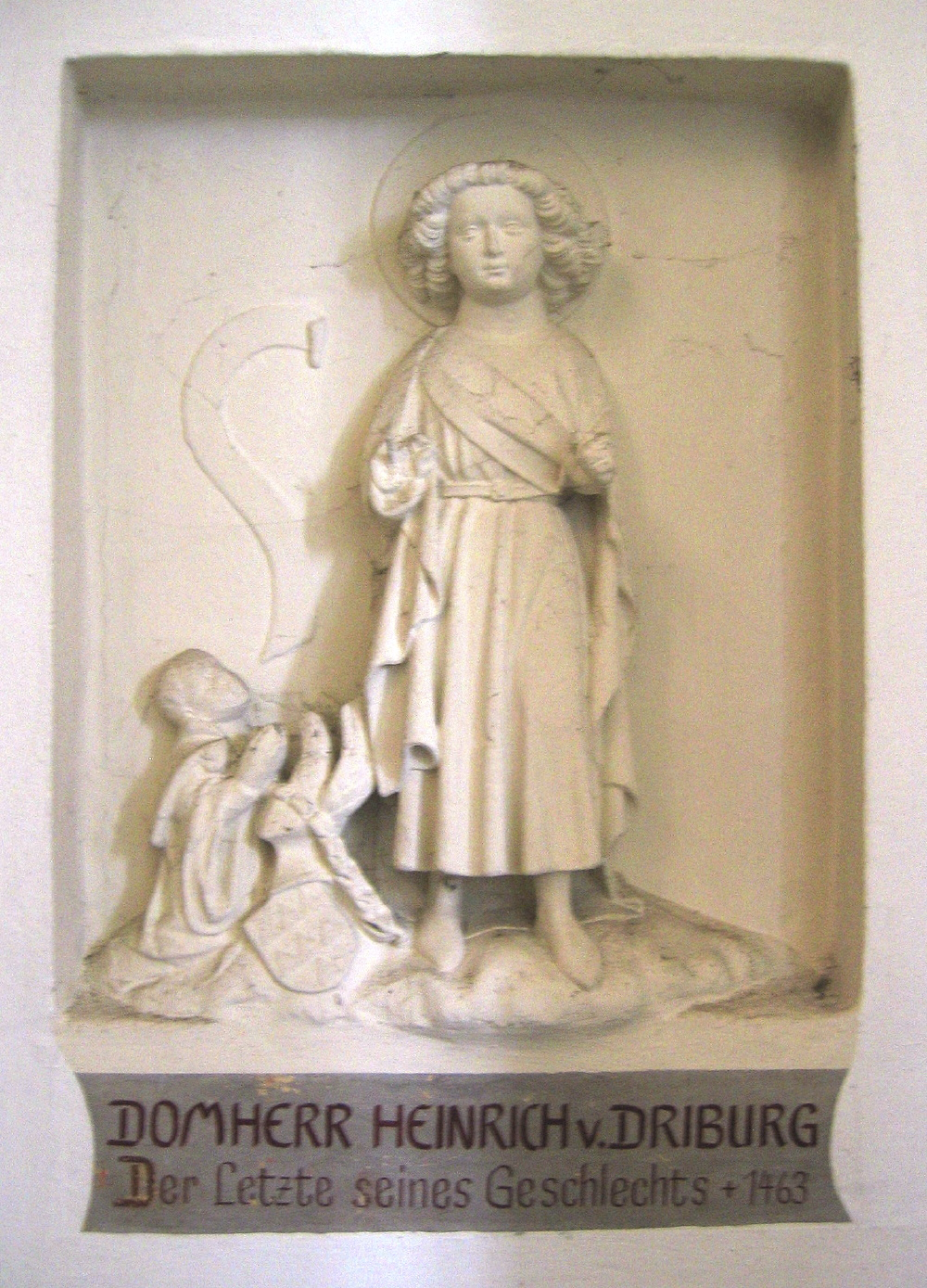
Epitaphrest des Domherren Heinrich von Driburg († 1463) in der Pfarrkirche St. Peter und Paul

## Persönlichkeiten
- Johann von Driburg, 1346 Dompropst zu Paderborn
- Johannes von Driburg († 1437), 1402–1437 Domherr und Domdechant zu Paderborn
- Heinrich von Driburg († 1463), 1429–1463 Domherr zu Paderborn

## Wappen
Blasonierung: In Gold sieben (3:3:1) blaue aufrechte Spitzen. Auf dem Helm ein wachsender schwarzer Adler. Die Helmdecken sind blau-golden.